# 八坂刀売神
八坂刀売神（やさかとめのかみ、旧字体：八坂刀賣神󠄀）は、神道の女神である。
八坂刀売命（やさかとめのみこと）、八坂斗女命とも表記される。文献には前八坂刀売神、八坂刀自神、八坂比売命、八坂姫、姫大明神等という呼称も見られる。

## 概要
諏訪大社の祭神である建御名方神（諏訪大明神）の妃神とされ、諏訪大社下社ほか、各地の諏訪神社などに祀られている。記紀神話には見られない神であり、諏訪固有の神とも考えられる。
名義は不詳であるが、「八坂」は一説に「弥栄（いやさか）」に通じるとされ、神名は「ますます栄える女性（トメ）」の意味とも考えられる。

## 系譜

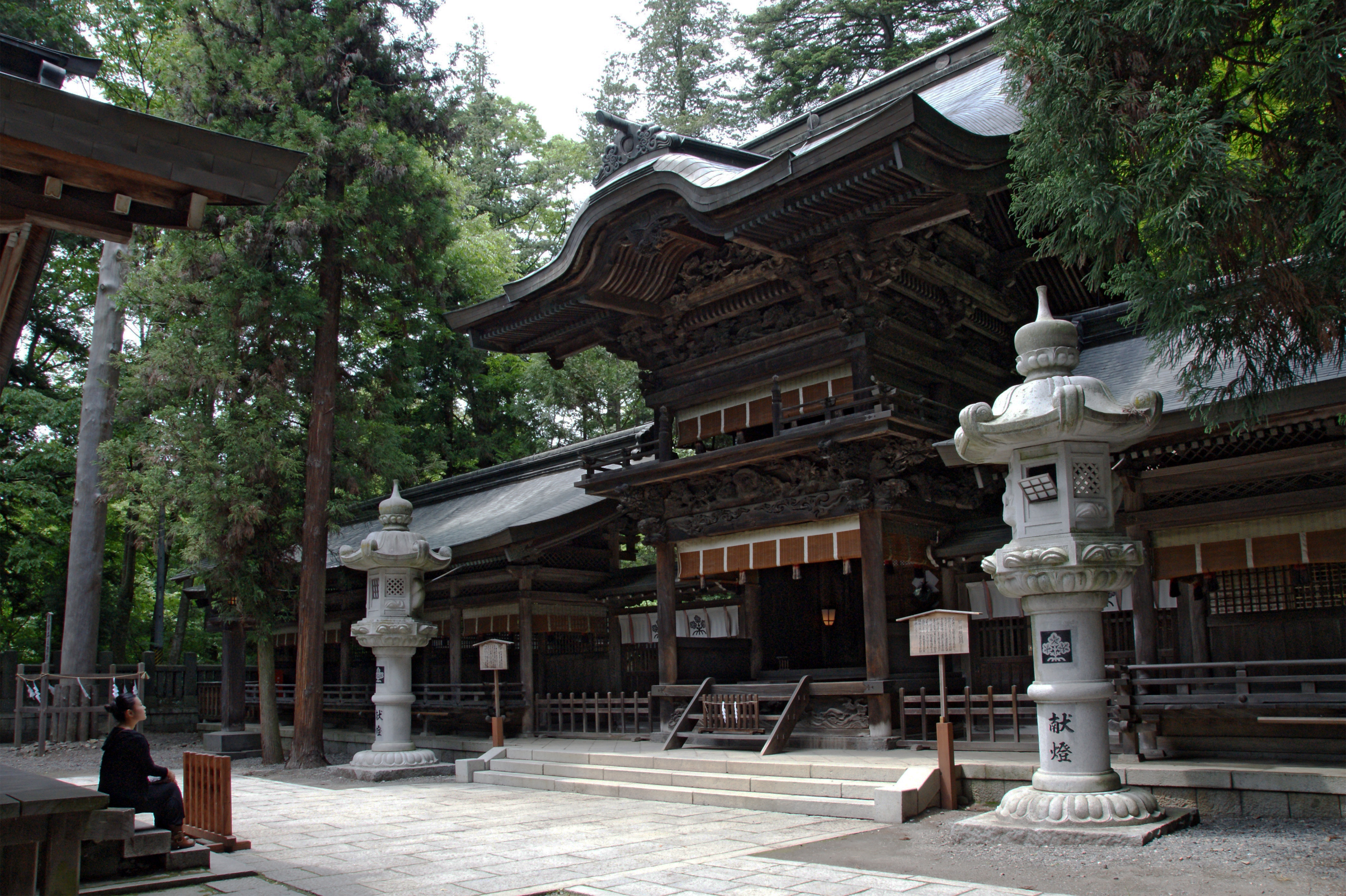
諏訪大社下社春宮 弊拝殿
（長野県諏訪郡下諏訪町）

『古事記』や『日本書紀』には登場せず、相違している断片的な説話が残るのみの神であるため、出自については様々な説がある。
一説では安曇氏出身とされる。北安曇郡にある川會神社の社伝では、綿津見命の娘で穂高見命の妹とされている。饒速日命に従って天降った天八坂彦命（神産巣日神の6世孫である長白羽神の子）の娘とする説もあるが、これは江戸時代の同じ神名をつなげた臆説であるとされる。
安政4年（1857年）に書かれた『諏訪旧跡志』（飯塚久敏著）によると「八坂入姫命」という妹がいるという。下社の祭神の名を「八坂入姫」とする文書は存在するが、これは「八坂刀売」の誤記もしくは誤解と考えられ、崇神天皇の孫にあたる八坂入媛命との名前の一致は偶然である。なお『旧跡志』と似た説は『洲羽事跡考』（嘉永年間）に見られ、これによると諏訪大神の正妻は信濃国祖・八坂瓊之命の娘の「八坂とめの命」で、側妻は姉妹の「八坂乃命」である。
一方、中世に流布していた垂迹説話においては下社の女神は天竺出身で、波斯匿王の娘とされている。『諏方大明神画詞』（1356年成立）によると「下宮は大慈大悲の薩埵、千手千眼の示現なり。（中略）南天の国母、北極の帝妃、月氏の雲を出で、日域の塵に交り給ふ」という。

## 神話

### 上社との約諾
宝治3年（1249年）に諏訪上社の大祝（）の諏訪信重が鎌倉幕府に提出したといわれる『諏訪信重解状』によると、守屋山に天降った上社の諏訪大明神は地主の守屋大臣（洩矢神）と覇権争いをした後、下社の「姫大明神」と夫婦の契約をなしたという古くから伝わる伝承がある。このことから、下社の訴えに対して上社こそが諏訪の本宮であると信重は主張した。
この説話は、中世の二神約諾神話のバリエーションの一つと考えられる。

### 治水伝説
川合神社の伝承によれば、海水が氾濫していた昔、建御名方神と八坂刀売神は治水のために水内郡の山をうがち、越の海（日本海）へと水を流し出して、始めて平地を得た。

### 湯玉伝説

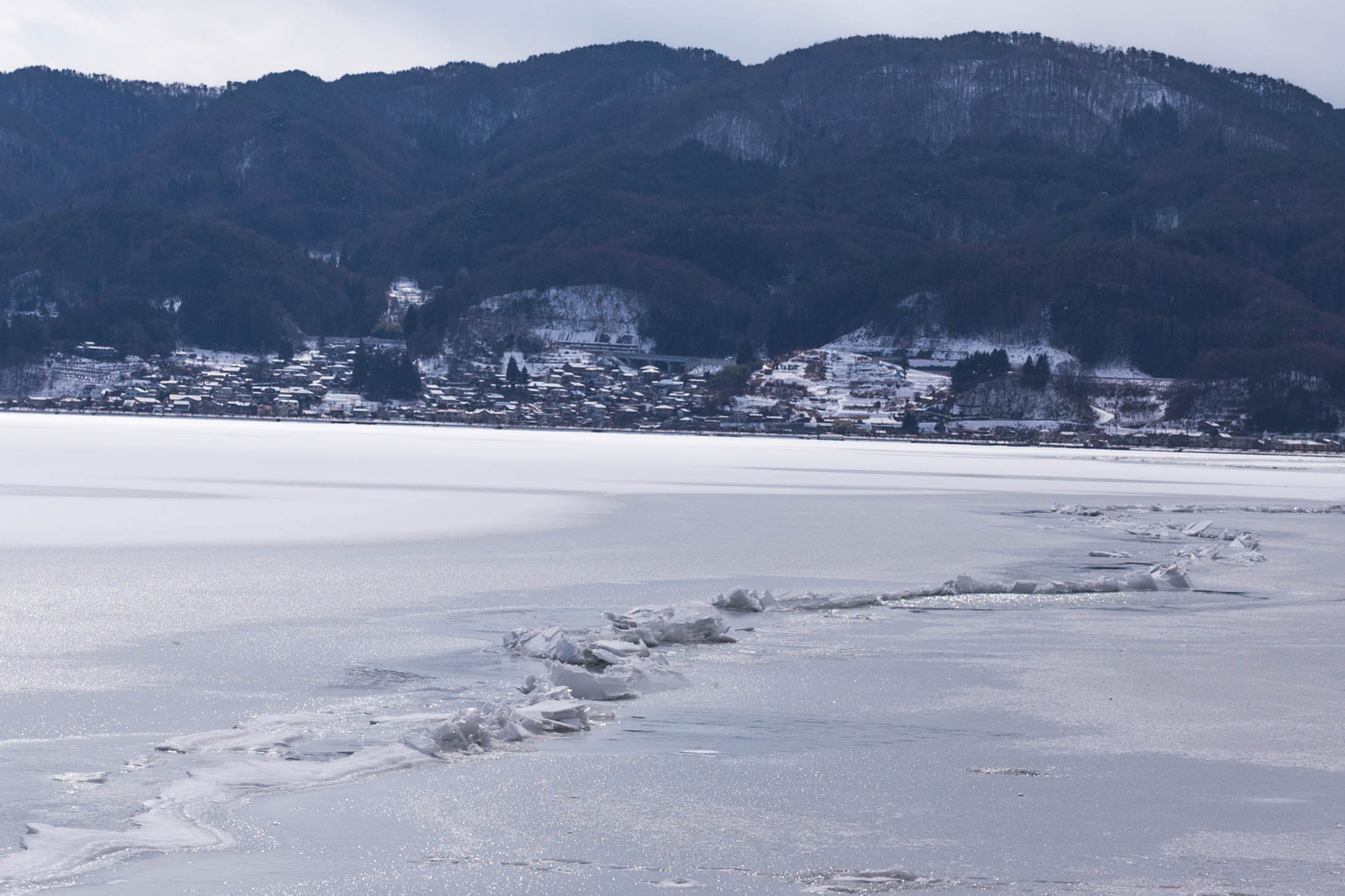
2018年に出現した御神渡り

建御名方神と喧嘩をした八坂刀売神が諏訪下社に移った時、化粧用の湯玉（湯を含ませた綿）を持ち運んだが、移動途中に湯がこぼれ、雫が落ちたところに湯が湧いた。これが上諏訪温泉の始まりというのである。やがて下社に着いた八坂刀売神が湯玉を置いたところ、地面から温泉が湧き出した。このことから下諏訪温泉は「綿の湯」とも呼ばれる。この湯に心の汚れた人が入ると湯口が濁るといい、「湯口の清濁」として諏訪下社の七不思議の一つに数えられている。

### 御神渡り
諏訪湖の御神渡は、上社に祀られている建御名方神が八坂刀売神を訪れる際にできたものであるという伝説もある。

### 金剛女の宮
『神道集』「諏方大明神五月会事」によると、天竺舎衛国の波斯匿王の娘に「金剛女（）の宮」という天下第一の美人があったが、17歳の時に鬼となってしまった。これは過去世で善光王の后だった時に300人の女に嫉妬して、女たちを大蛇のあるうつぼ船に閉じ込めて殺した報いである。祇陀大臣という人が金剛女を預かることとなり、「構宮（）」と呼ばれる宮殿に二人は暮らした。
ある時、釈尊が大王に頼まれて数日間にわたって王宮で説法を行った。これを知った金剛女は王宮の方を伏し拝みながら、「汚れたこの世には住みたいと思いません。どうか未来の世でのご利益を施してください」と願い出た。その瞬間、釈尊の眉間から光が放たれ、金剛女は三十二相を具えた美しい姿となった。これを不思議に思った大王は、この姫にはほかの婿をとってはならないと考えて、祇陀大臣を婿に迎えることにした。金剛女・祇陀夫妻は後に日本に移住し、諏訪の神となった。この話によれば、金剛女は会者定離を示すための化身で、本地は千手観音である。
日光輪王寺蔵『諏訪神道縁起』は金剛女の鬼形変身の苦難を説くことはないが、「下宮后大明神」を『神道集』と同様に波斯匿王の娘とし、それに準ずる伝承が隠されているといえる。

### 高知尾の豊姫

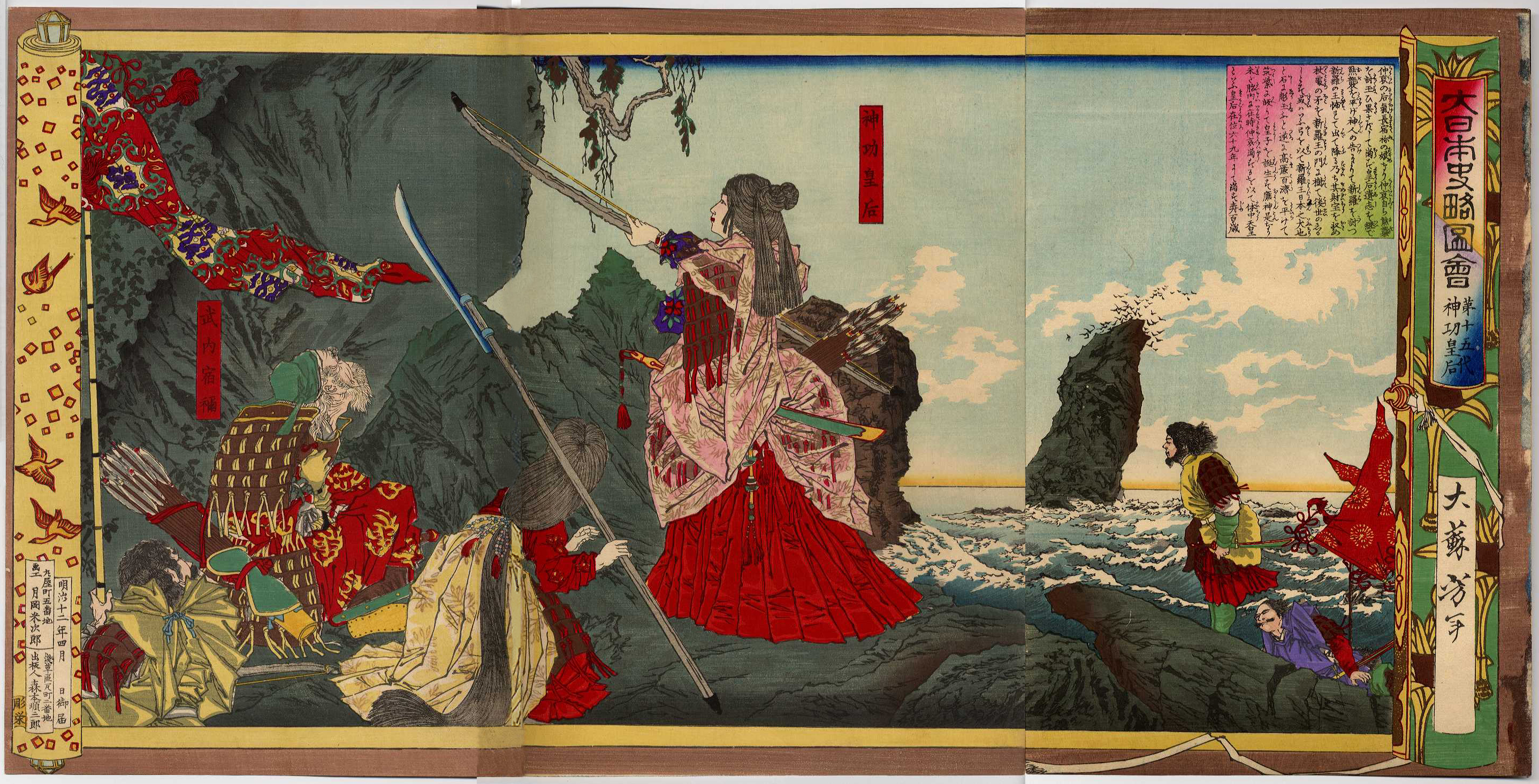
月岡芳年筆「日本史略図会 第十五代神功皇后」

『諏方大明神画詞』によれば、神功皇后の三韓征伐の時に諏訪と住吉の神々が現れた。皇后は大変喜び、二神をもてなした。また、戦いに赴くことを海底の龍宮に知らせるために「高知尾の豊姫」を遣わし、海神から「満干の両珠」を借り受けたという。
又虚空より海上に両将化現す。各一剣を横たへて弓箭を負ふ（弓箭寸尺鎧（）脇立この時より始めて定れり）およそ、甲冑を帯する勢ひ、気力の長たる、その勇める顔色、鬼神の如し。その怒れる眦（まなじり）、明星に似たり。よつて棟梁の臣武内宿禰奏聞を経て、その故を問ひ給ふ。「君、他の州（）へ発向の間、天照大神の詔勅によつて諏方・住吉二神守護の為に参ず」と答へ給ふ。皇后大きに喜び、則ち錦座を両神に与へ、霊膳を花船に供へ、雲帆（）に幣帛を捧げ、帰敬二心なし。

その中に又妖艶の媚たるあり。高知尾の豊姫と号す。螻羽一箭の上に坐しながら、鳳綸を書きて、龍宮へ遣す。海主、大きに驚きて勅命に応じて満干の両珠を捧ぐ。御願成就の瑞相厳重の由、君臣共に欣悦す。
延宝2年（1674年）の『諏方講之式』では「下宮亦八坂姫之云豊姫神」とあり、豊姫は八坂刀売神と比定されている。『高島藩書上帳』にも、下社の女神に関して「又名高知尾豊姫命」とある。
| 年       | 建御名方神           | 八坂刀売神     |
| -------- | -------------------- | -------------- |
| 842年    | 無位勲八等 →従五位下 | 無位 →従五位下 |
| 850年    | 従五位上             | 従五位上       |
| 851年    | 従三位               | 従三位         |
| ?        | (従三位→正三位?)     | --             |
| 859年1月 | 正三位勲八等 →従二位 | 従三位 →正三位 |
| 859年2月 | 従二位勲八等 →正二位 | 正三位 →従二位 |
| 867年    | 正二位勲八等 →従一位 | 従二位 →正二位 |
| 神名帳   | 名神大               | 名神大         |

## 国史において
『続日本後紀』によると承和9年（842年）5月に「信濃国諏方郡無位勲八等南方刀美神」の神階が従五位下に、続いて同年10月に「信濃国無位健御名方富命前八坂刀売神」が同じく従五位下に昇格された。それから上社の建御名方神と同様にかなり急速に昇位するが、上社のほうが一歩先に進むというあり方が見られる。
- 嘉祥3年（850年）10月15日「信濃国御名方富命神・健御名方富命前八坂刀売命神、並加従五位上」（『文徳実録』）
- 仁寿元年（851年）10月27日「進信濃国建御名方富命・前八坂刀売命等両大神階、加従三位」（『文徳実録』）
- 貞観元年（859年）1月27日「信濃国正三位勲八等建御名方富命神従二位、従三位建御名方富命前八坂刀売命神正三位」（『三代実録』）
- 同年2月11日「授信濃国従二位勲八等建御名方富命神正二位、正三位建御名方富命前八坂刀売命神従二位」（『三代実録』）
- 貞観9年（867年）3月11日「信濃国正二位勲八等建御名方富命神進階従一位、従二位建御名方富命前八坂刀自命神正二位」（『三代実録』）

諏訪上社・下社の急速な神階上昇は当時大活躍していた金刺氏（科野国造の一族、後の下社大祝家）の大きな力があったと考えられる。

## 考証

### 下社の起源

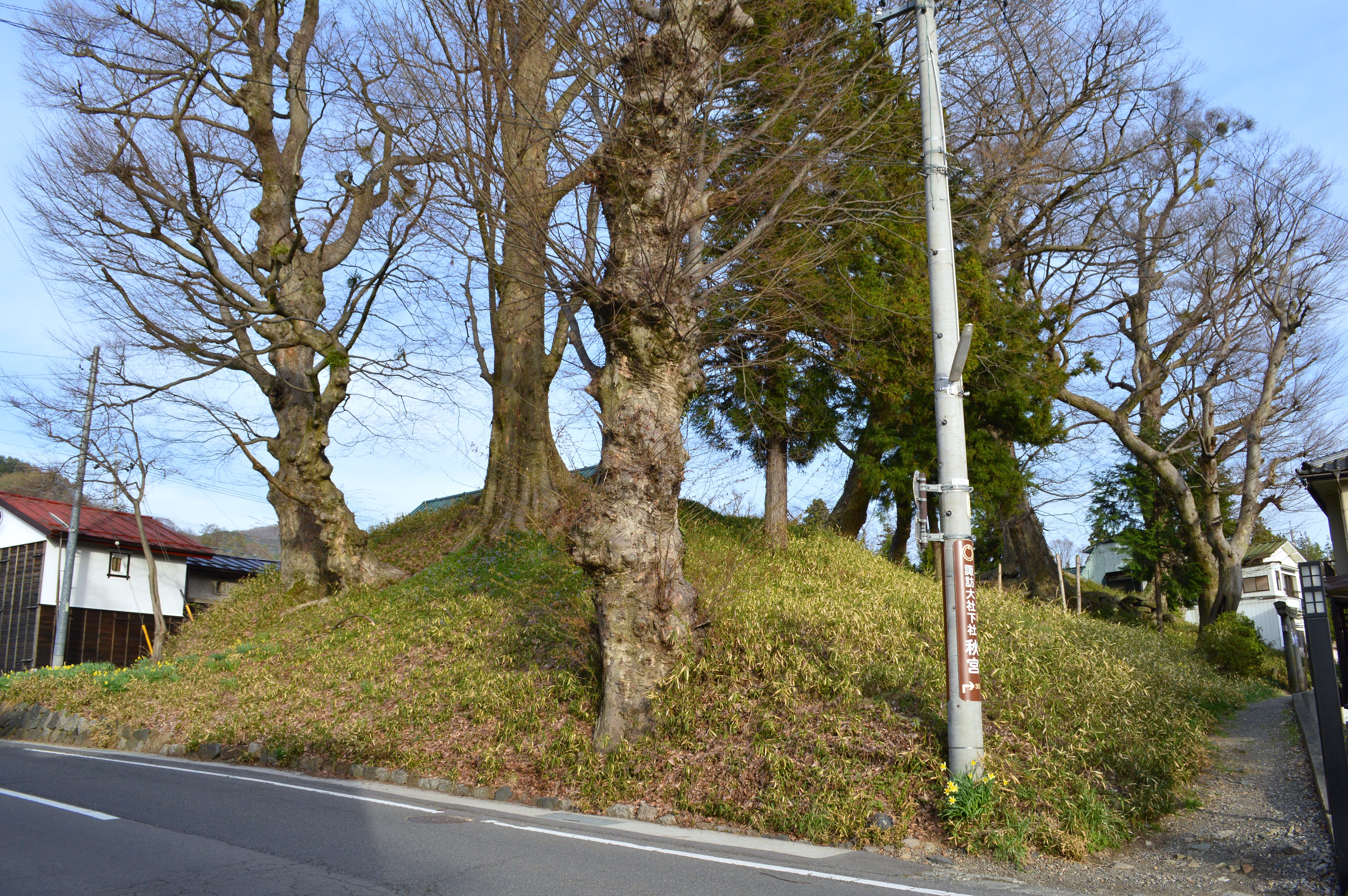
下諏訪青塚古墳

諏訪下社は6世紀末から7世紀初頭に伊那郡から諏訪や埴科、水内へ進出した金刺氏が創建したものと考えられている。
金刺氏の祖の墓と想定されている青塚古墳は下社秋宮の近辺に位置しているため、秋宮は自ずから祖先祭祀の場で、砥川のほとりにある下社春宮は、水霊を祀る祭場だったと思われる。要するに、諏訪湖の北に拠点を構えた金刺氏はその王墓を祀り（秋宮）、砥川の自然信仰（春宮）を取り込み、諏訪下社となる社壇を作り上げた。

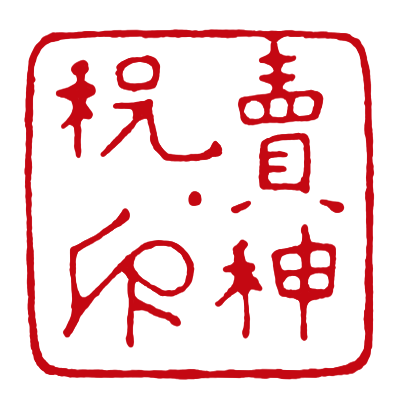
売神祝印

諏訪上社が主祭神を男神とし、そして後裔の大祝に男性を即位させたのに対して、下社側が祭神を女性として神話を持たせたと推測される。宮坂光昭（1987年）は、「ヤサカトメ」という神名が元々水稲農耕における豊作呪術をよくする巫女（かんなぎ）の名称であり、これが後に下社の女神に当てられたという説を提唱した。実際には下社の神事は農耕関係のものが多い。

### 下社の祭神
平安時代の初め頃には既に下社に女神が祀られていることは平城天皇より下賜されたといわれる「売神祝（）印」の存在から窺える。なお、中世以降には混乱が生じ、下社の祭神に建御名方神、片倉辺命、事代主神、沼河姫、もしくは下照姫をあてる文書はいくつかある。現在は八坂刀売神とともに建御名方神が主祭神となっており、事代主神が配祀されている。

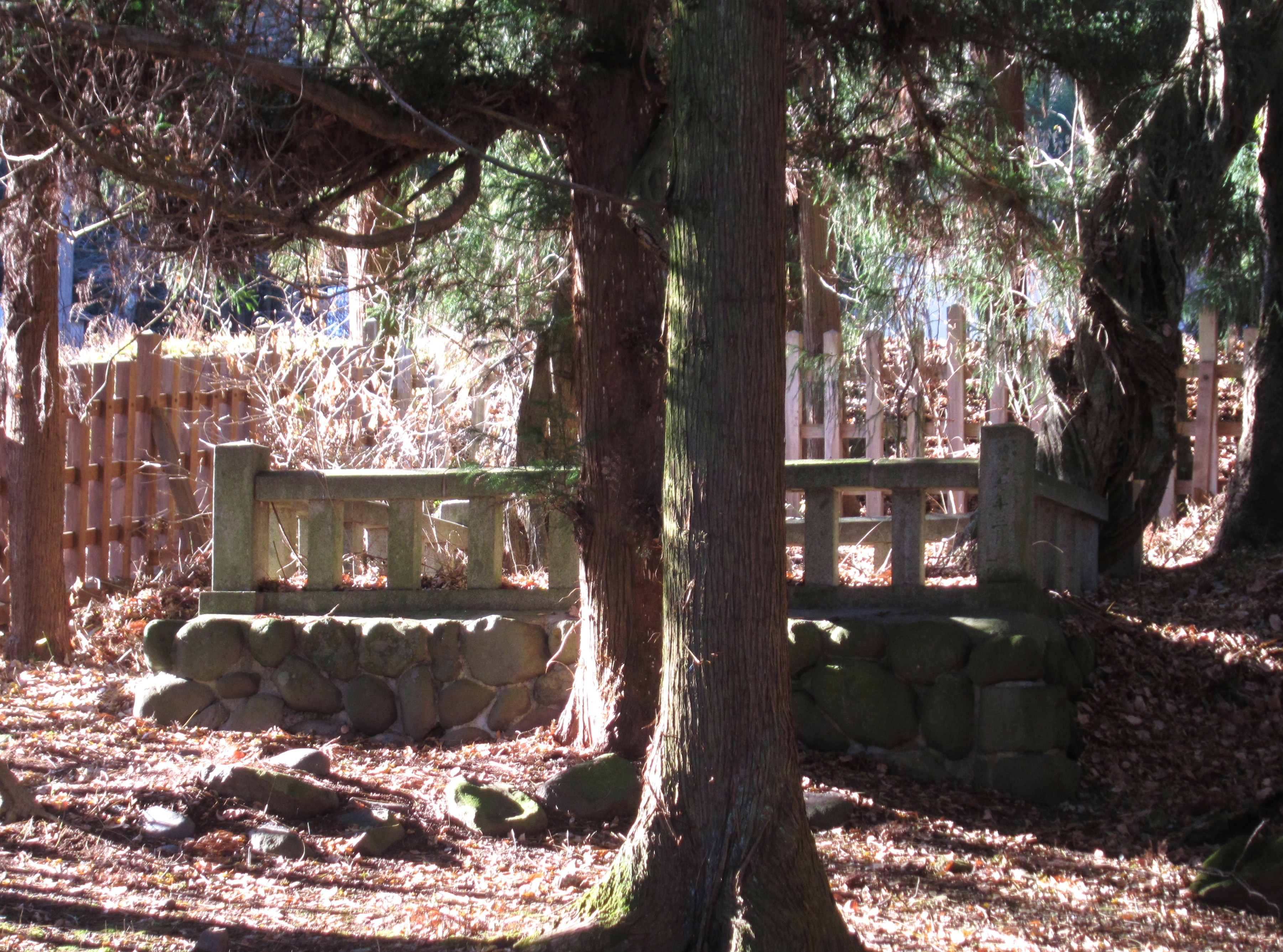
神陵伝承地（上社前宮）

### 八坂刀売神と前宮
現在、八坂刀売神は下社のほかに上社前宮（）の祭神ともされているが、これは国史に見られる「前八坂刀売神」の「前（）」を「まえ」と読まれたことから生じた誤りである。古文献からは、前宮の本来の祭神は「二十の御社宮神（ミシャグジ）」であることがわかる。
なお、前宮の本殿の横には、タケミナカタまたはヤサカトメの墓（神陵）と伝わる塚がある。